# My Word Coach
My Word Coach é um jogo eletrônico da série My Coach lançado pela Ubisoft para o Nintendo DS, Wii e iPhone. O jogo envolve o vocabulário, tentando fazer com que o jogador ganhe a habilidade de se expressar com confiança. O jogo tem múltiplos reviews.

## O jogo
- Desenvolvido em colaboração com lingüistas de diversos países:
  - CA: Tom Cobb, Universidade do Quebec em Montreal e Universidade McGill
  - FR: Tobias Sheer, diretor do departamento de linguistica da CNRS.
  - IT: Stefania Spina, University for Foreigners Perugia.
  - ES: Antonio Moreno Ortiz, University of Malaga.
- Mais de 16 500 palavras e definições vindas dos dicionários:
  - UK: The Cambridge Advanced Learner's Dictionary, Segunda Edição
  - FR: Le Petit Robert
  - IT: Lo Zingarelli
  - GER: WAHRIG